# Pólipo nasal
Pólipo nasal, também chamado polipose nasossinusal (PN) e pseudotumor nasossinusal, são formações polipóides não neoplásicas, pedunculadas e edematosas observadas nas cavidades nasais e seios paranasais em decorrência de um processo inflamatório crônico da mucosa nasal. Geralmente de ocorrência bilateral, seus sintomas incluem obstrução nasal constante com dificuldade para respirar pelo nariz, perda do olfato, diminuição do paladar e secreção nasal anterior e posterior. Cefaleia e dor facial podem ocorrer, mas não são frequentes. Entre as complicações geradas por essa patologia, uma das principais é a sinusite.
A etiologia é ainda obscura, mas supõe-se que a ocorrência de uma inflamação local persistente seja essencial para o desenvolvimento de pólipos nasais. Todavia, as causas ainda são motivo de controvérsia e existem inúmeras teorias sobre o assunto descritas na literatura. Sabe-se que ocorrem mais comumente entre as pessoas que sofrem de alergias, fibrose cística, sensibilidade ao ácido acetilsalicílico ou certas infecções. O diagnóstico pode ser feito por rinoscopia anterior ou endoscopia nasal. Para avaliação da extensão da doença e sua anatomia, é recomendado a realização de tomografia computadorizada.
O tratamento preconizado para os pólipos nasais é inicialmente medicamentoso, com a utilização de corticoides tópicos ou sistêmicos, que podem reduzir o tamanho da formação, melhorar a respiração nasal e o olfato. A persistência dos sintomas é geralmente indicativo da necessidade de tratamento cirúrgico. Entretanto, como a cirurgia não trata o componente inflamatório da mucosa, pode haver recidiva do quadro, sendo necessário um tratamento clínico complementar. O uso de anti-histamínicos só proporciona a melhora dos sintomas relacionados à rinite alérgica, sem efeito sobre a dimensão dos pólipos nasais.
Estima-se que as poliposes nasais afetem cerca de 4% da população mundial e que outros 40% irão desenvolver a doença em algum momento da vida, sendo mais propensos os homens com mais de 20 anos de idade.